# Formazione dei The Beach Boys

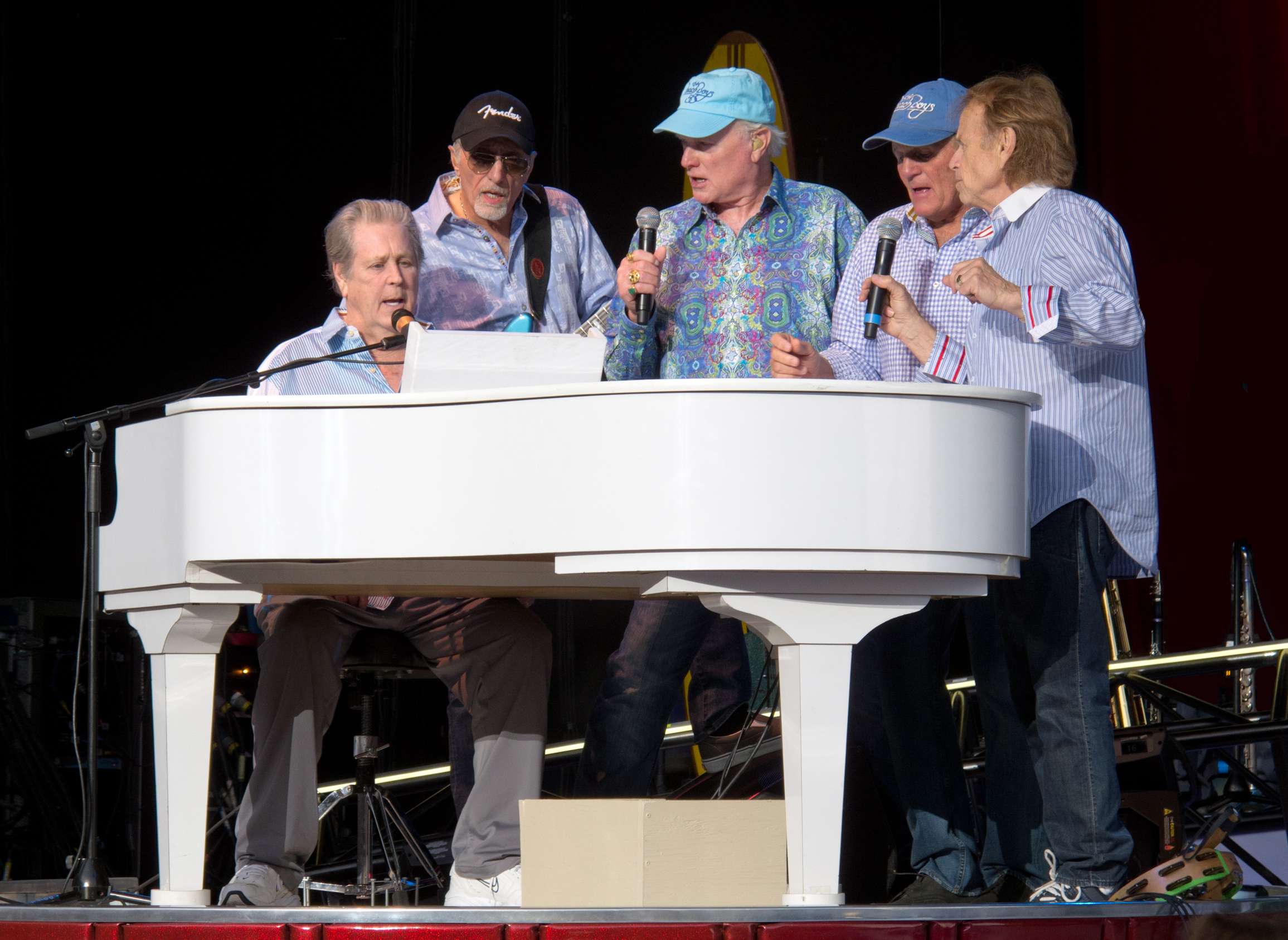
I Beach Boys nel 2012

Questa è la lista delle diverse formazioni dei The Beach Boys.
La band si è formata ad Hawthorne nel 1961. Nel corso dei decenni la formazione ha subito molte variazioni; i membri originali sono cinque, con altri quattro membri che si sono aggiunti negli anni e che hanno portato i Beach Boys ad avere in totale nove membri considerati ufficiali.

## Storia

### Prima fase:1961-1969
La formazione originale del gruppo era costituita da Brian Wilson al basso e alle tastiere, Carl Wilson alla chitarra, e Dennis Wilson alla batteria. Nove mesi dopo aver formato un gruppo vero e proprio con il cugino Mike Love e il loro amico Al Jardine.
Il concerto dei Beach Boys del 1964 è stato il loro primo album dal vivo con tutti e 5 i membri originali, prima dell'ingresso di Bruce Johnston.

### Seconda fase:1970-1979
Nel 1972, il gruppo ha aggiunto due membri ufficiali per la prima volta dall'arrivo di Johnston nel 1965: il chitarrista Blondie Chaplin e il batterista Ricky Fataar. Chaplin se ne andò alla fine del 1973, con il ruolo di bassista intrapreso da James Guercio. Nel 1974 hanno aggiunto un nuovo percussionista Bobby Figueroa che ha sostituito Mike Kowalski.
Nel 1976, Brian tornò nel gruppo in tournée come tastierista e bassista per promuovere la "campagna" Brian's Back e l'album 15 Big Ones.   Per la prima volta in quasi 6 anni, i Beach Boys hanno eseguito il loro primo spettacolo con tutti e cinque i membri originali all'Anaheim Stadium il 3 luglio 1976. Sempre nello stesso anno venne aggiunto come bassista Ed Carter.

### Terza fase:1980-1989
Le esibizioni della band il 4 luglio 1985 hanno segnato la prima volta che l'attore John Stamos si è seduto con The Beach Boys. Stamos avrebbe anche collaborato con la band in You Again? e Full House e promuovere le ultime uscite della band nello show. Le apparizioni occasionali come ospiti di Stamos sono continuate dal 1985. Il figlio di Jardine, Matt, si unì alla band in tournée nel 1988 come percussionista, con Figueroa che se ne andò entro quell'estate. Nel 1990, Foskett fu licenziato dalla band, con il ritorno di Baker. Nel 1992, Matt Jardine sostituì Baker come cantante in falsetto. Nel 1996, Carter e Hinsche furono sostituiti dal bassista Chris Farmer e dal tastierista Tim Bonhomme.

### Periodo successivo
Al Jardine è apparso in due spettacoli unici nel 2011 come test per una possibile riunione futura. Alla fine del 2011, Wilson, Love, Jardine, Marks e Johnston si sono riuniti per un nuovo album e tour, utilizzando vari membri della band di Wilson, tra cui l'ex cantante/chitarrista dei Beach Boys Jeff Foskett, Probyn Gregory e Paul Von Mertens, che è stato il primo suonatore di fiati nella band dal 1998, più Totten e Cowsill dei Love e la band itinerante di Johnston.
Jardine e Marks sono apparsi in uno spettacolo unico nel 2014, gli Ella Awards in cui Love è stato premiato come cantante. La band   di Love and Johnston è stata raggiunta in tour da Marks per diverse date nel 2014 e nel 2015, incluso uno spettacolo a Jones Beach, in California, il 5 luglio 2014, dove i promotori avevano chiesto a Jardine di apparire. Alla fine, questo piano è fallito, con Jardine che ha continuato a unirsi a Wilson, con il quale è in tournée dal 2013.

## Formazione

### Membri ufficiali
I membri fondatori sono cinque:
- Brian Wilson
- Dennis Wilson
- Carl Wilson
- Mike Love
- Al Jardine

A questi si sono aggiunti, negli anni, altri quattro membri considerati ufficiali:
- David Marks
- Bruce Johnston
- Blondie Chaplin
- Ricky Fataar

### Membri attualmente in tournée (al 2023)
Dopo la reunion del 2012, i Beach Boys in live hanno cominciato ad esibirsi con Mike Love e Bruce Johnston come unici membri ufficiali e altri musicisti come band di supporto:
| Nome               | Periodo                                                         | Srtumenti                                     |
| ------------------ | --------------------------------------------------------------- | --------------------------------------------- |
| Mike Love          | 1961–oggi                                                       | - voce solista - sassofono - theremin         |
| Bruce Johnston     | - 1965–1972 - 1978–oggi (occasionalmente nel periodo 1973–1977) | - voce - tastiera - basso                     |
| Tim Bonhomme       | 1995–oggi                                                       | - tastiera - voce                             |
| Christian Love     | - 2006–2014 - 2018–oggi                                         | - voce - chitarra                             |
| Brian Eichenberger | - 2015–2017 - 2019–oggi                                         | - voce - chitarra - basso                     |
| Randy Leago        | 2016–oggi                                                       | - sassofono - flauto - armonica - percussioni |
| Keith Hubacher     | 2018–oggi                                                       | - basso - voce                                |
| John Wedemeyer     | 2023–oggi                                                       | - chitarra - voce                             |
| Jon Bolton         | 2023–oggi                                                       | - batteria - vocals                           |

### Ex collaboratori
- Glen Campbell - chitarra elettrica ed acustica, armonie vocali (1964-1965; morto nel 2017)
- James Guercio - basso (1973-1975)
- Ed Carter - basso (1975-1977)
- Ron Altbach - tastiera (1978-1979)
- Chris Farmer - basso elettrico (1996-2003)

## 1961-1962
Mike Love - voce, sassofono
Carl Wilson - chitarra, voce
Al Jardine - basso, chitarra
Dennis Wilson - batteria, voce
Brian Wilson - tastiera, basso, voce

## 1962-1963
Mike Love - voce, sassofono
Carl Wilson - chitarra, voce
David Marks - chitarra, voce
Dennis Wilson - batteria
Brian Wilson - basso, tastiera, voce

## 1963-1964
Mike Love - voce
Carl Wilson - chitarra, voce
Al Jardine - chitarra, voce
Dennis Wilson - batteria
Brian Wilson - basso, tastiera, voce

## 1964-1965
Mike Love - voce
Carl Wilson - chitarra, voce
Al Jardine - chitarra, voce
Dennis Wilson - batteria
Brian Wilson - basso, tastiera, voce
Note:
Brian Wilson sostituito da Glen Campbell - basso, tastiera, voce nei tour

## 1965-1968
Mike Love - voce
Carl Wilson - chitarra, voce
Al Jardine - chitarra, voce
Dennis Wilson - batteria
Brian Wilson - basso, tastiera, voce
Note:
Brian Wilson sostituito da Bruce Johnston - basso, tastiera, voce nei tour

## 1968-1972
Mike Love - voce
Carl Wilson - chitarra, voce
Al Jardine - chitarra, voce
Dennis Wilson - batteria
Bruce Johnston - basso, tastiera, voce
Brian Wilson - basso, tastiera, voce (solo in studio)
Musicisti di supporto: 
Mike Kowalski - batteria
Ed Carter - basso

## 1972-1974
Mike Love - voce
Carl Wilson - chitarra, voce
Blondie Chaplin - basso, voce
Al Jardine - chitarra, voce
Ricky Fataar - batteria
Dennis Wilson - tastiera, voce
Musicisti di supporto:
Mike Kowalski - batteria
Ed Carter - basso
Charles Lloyd - sassofono, flauto
Note: Brian Wilson come collaboratore di studio.

## 1975-1976
Mike Love - voce
Carl Wilson - chitarra, voce
Al Jardine - chitarra, voce
Dennis Wilson - batteria
Musicisti di supporto:
Mike Kowalski - batteria
Ed Carter - basso
Billy Hinsche - tastiera, chitarra
Charles Lloyd - sassofono, flauto

## 1976-1980
Mike Love - voce
Carl Wilson - chitarra, voce
Al Jardine - chitarra, voce
Dennis Wilson - batteria
Bruce Johnston - basso, tastiera, voce
Musicisti di supporto:
Bobby Figueroa - batteria
Ed Carter - basso
Billy Hinsche - tastiera, chitarra
Charles Lloyd - sassofono, flauto

## 1981-1983
Mike Love - voce
Al Jardine - chitarra, voce
Dennis Wilson - batteria
Bruce Johnston - basso, tastiera, voce
Musicisti di supporto:
Bobby Figueroa - batteria
Ed Carter - basso
Mike Meros - organo Hammond
Adrian Baker - voce, chitarra
Billy Hinsche - tastiera, chitarra

## 1983-1989
Mike Love - voce
Carl Wilson - chitarra, voce
Al Jardine - chitarra, voce
Bruce Johnston - basso, tastiera, voce
Musicisti di supporto:
Mike Kowalski - batteria
Bobby Figueroa - batteria
Ed Carter - basso
Mike Meros - organo Hammond
Jeff Foskett - chitarra, voce
Billy Hinsche - basso, chitarra

## 1989-1994
Mike Love - voce
Carl Wilson - chitarra, voce
Al Jardine - chitarra, voce
Bruce Johnston - basso, tastiera, voce
Musicisti di supporto:
Mike Kowalski - batteria
Ed Carter - basso
Mike Meros - organo Hammond
Adrian Baker - chitarra, voce
Matt Jardine - percussioni, voce
Billy Hinsche - tastiera, voce

## 1994-1996
Mike Love - voce
Carl Wilson - chitarra, voce
Al Jardine - chitarra, voce
Bruce Johnston - basso, tastiera, voce
Musicisti di supporto:
Chris Farmer - basso
Mike Kowalski - batteria
Mike Meros - organo Hammond
Matt Jardine - percussioni, voce

## 1996-1998
Mike Love - voce
Carl Wilson - chitarra, voce
Al Jardine - chitarra, voce
Bruce Johnston - basso, tastiera, voce
Musicisti di supporto:
Chris Farmer - basso
Mike Kowalski - batteria
Mike Meros - organo Hammond
Matt Jardine - percussioni, voce
Tim Bonhomme - tastiera

## 1998-1999
Mike Love - voce
Bruce Johnston - voce
David Marks - chitarra, voce
Musicisti di supporto: 
Adrian Baker - chitarra, voce
Chris Farmer - basso
Phil Bardowell - chitarra
Tim Bonhomme - tastiera
Mike Meros - tastiera
Mike Kowalski - batteria

## 1999-2000
Mike Love - voce
Bruce Johnston - voce
Musicisti di supporto:
Adrian Baker - chitarra, voce
Chris Farmer - basso
Phil Bardowell - chitarra
Mike Meros - tastiera
Mike Kowalski - batteria

## 2000-2004
Mike Love - voce
Bruce Johnston - voce
Musicisti di supporto:
Adrian Baker - chitarra, voce
Chris Farmer - basso
Scott Totten - chitarra
Tim Bonhomme - tastiera
John Cowsill - tastiera, voce
Mike Kowalski - batteria

## 2004-2011
Mike Love - voce
Bruce Johnston - voce
Musicisti di supporto:
Chris Farmer - basso
Scott Totten - chitarra
Randell Kirsch - chitarra
Tim Bonhomme - tastiera
John Cowsill - tastiera, voce
Mike Kowalski - batteria

## 2011-oggi
Mike Love
Bruce Johnston

Musicisti di supporto:

Tim Bonhomme
Christian Love
Brian Eichenberger
Randy Leago
Keith Hubacher
John Wedemeyer
Jon Bolton